# Diwani

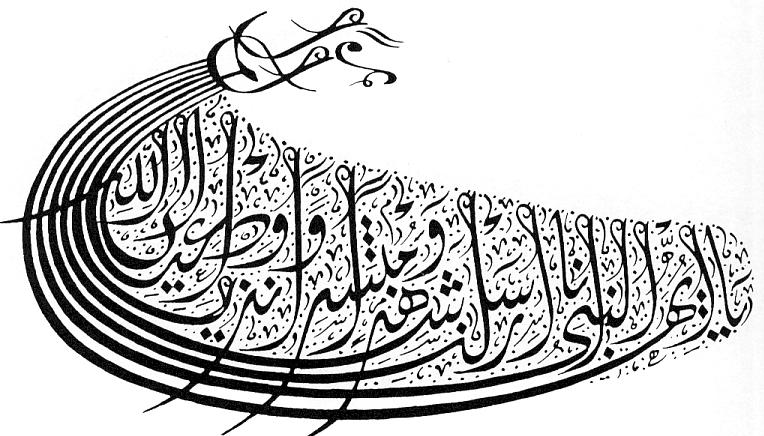
Caligrafía Diwani

Diwani es una variedad caligráfica del árabe, con un estilo en cursiva desarrollado durante el llamado imperio Turco Otomano (siglos XVI al XVII). Fue creado por Housam Roumi y alcanzó gran popularidad durante la época de Soleimán (Sol e Imán) el magnífico o Süleyman I el magnífico (1520 -1566).
La caligrafía Diwani toma su nombre del uso del diwan Otomano que era uno de los secretos del palacio de los llamados sultanatos, los palacios de los sultanes. Las reglas, guías, normas de comunicación, de ésta caligrafía, no eran conocidas por todos, la educación no estaba tan ampliada como para llegar a toda la población y se limitaba a unos pocos maestros y sus respectivos alumnos, unos pocos alumnos brillantes. La caligrafía Diwani fue empleada en la escritura de leyes (acuerdos económicos, decretos, resoluciones)
La caligrafía Diwani incluye dos estilos caligráficos:
1. El estilo Riq`a Diwani se compone con líneas rectas que comienzan desde arriba y continúan dando la forma propia de cada letra, ideograma o símbolo
2. El estilo Jeli Diwani, conocido también como estilo claro, es una caligrafía que se distingue por el interlineado y la forma que toma la composición, 'de una pieza', la labor de artesanía que requiere dar forma o adaptar a una forma un texto sirve por ejemplo para comunicar antes de leer todo lo escrito, así, si queremos describir en medicina cómo funciona un hígado, podemos tomar el contorno de aquello que vamos a describir y adaptar la letra escrita al contorno, es posible hacer lo mismo con un arpa y una composición musical.

Diwani o la caligrafía Diwani se caracteriza por la armonía y belleza y cuanto más se logra sintetizar la comunicación mayor es el valor considerado, todavía es una forma de comunicación bella y armónica en uso por reyes, príncipes, presidentes, en la comunicación de celebraciones, ceremonias, enhorabuenas, felicitaciones, es de un alto valor artístico.
- Datos: Q766817
- Multimedia: Diwani style / Q766817